# Conus waltonensis
Espèce
Conus waltonensis est une espèce fossile de mollusques gastéropodes marins de la famille des Conidae.

## Taxonomie

### Publication originale
L'espèce Conus waltonensis a été décrite pour la première fois en 1903 par le paléontologiste et malacologiste américain Truman Heminway Aldrich (d) (1848-1932) dans « The Nautilus »,.